# Bugreiro

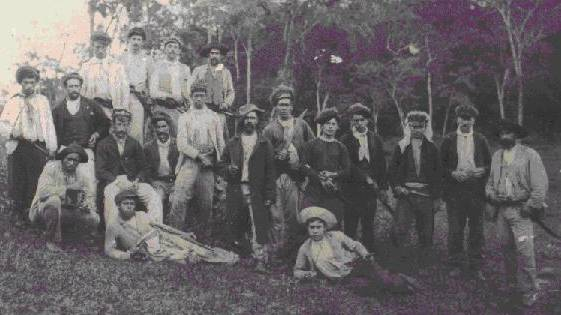
Bando de bugreiros

Bugreiro era o indivíduo contratado pelos governos imperiais das províncias do Paraná, Rio Grande do Sul, Santa Catarina e São Paulo, com a função de atacar e exterminar indígenas. O termo se origina da palavra bugre, como eram chamados pejorativamente os indígenas do sul do Brasil pela população não-indígena.
Os bugreiros realizavam ataques-surpresa, destruindo aldeias, com poucas chances de resistência aos indígenas. As tropas de bugreiros compunham-se por 8 a 15 homens, maioria caboclos, conhecedores profundos da vida do sertão e geralmente aparentados entre si, que atuavam sob a ação de um líder com pleno poder de decisão. Os grupos também prestavam serviços de proteção a viajantes, tropeiros e agrimensores quando necessitavam atravessar ou permanecer em territórios onde a presença indígena era frequente.
As operações dos bugreiros para expedições de afugentamento de indígenas se assemelhavam a operações bélicas, como pode ser verificado no texto abaixo:
“Infinitas precauções tomam, pois é preciso surpreender os índios nos seus ranchos quando entregues ao sono. Não levam cães. Seguem a picado dos índios, descobrem os ranchos e, sem conversarem, sem fumarem, aguardam a hora propícia. É quando o dia está para nascer que dão o assalto. O primeiro cuidado é cortar as cordas dos arcos. Depois praticam o morticínio. Compreende-se que os índios acordados a tiros e a facão nem procuram defender-se, e toda heroicidade dos assaltantes consiste em cortar carne inerme de homens acobardados pela surpresa.